# 烏圖倫古火山
烏圖倫古火山是玻利維亞的火山，位於該國西南部波托西省，屬於安第斯山脈的一部分，海拔高度6,008米，最近一次火山噴發在更新世發生。

## 相关链接
- http://www.upi.com/Science_News/2011/11/01/Magma-said-rising-in-ancient-volcano/UPI-77541320185005/ （页面存档备份，存于）